# 桂文治 (10代目)
十代目 桂 文治（かつら ぶんじ、1924年1月14日 - 2004年1月31日）は、東京都豊島区出身の落語家、南画家（雅号：籬風）。落語芸術協会会長（第4代）。落語江戸（東京）桂派宗家。血液型はO型、本名∶関口 達雄。父は同じく落語家初代柳家蝠丸。出囃子は『武蔵名物』。

## 人物
早くから噺家志望であったが、軍需工場工員を経て1944年に召集令状を受ける。終戦後日本に帰国後の1946年6月、2代目桂小文治に師事し、父の名であった柳家小よしを名乗るが、後に師の亭号が桂だったために桂小よしに改名。1948年10月、2代目桂伸治に改名し二つ目昇進。1958年9月、春風亭柳昇、2代目桂小南、三笑亭夢楽、三遊亭小圓馬、4代目春風亭柳好とともに真打昇進。
1960年代の演芸ブームでテレビ・ラジオに多く出演。フジテレビ「お笑いタッグマッチ」（5代目春風亭柳昇司会の大喜利番組）の回答者や同番組の提供スポンサーでもあった丸美屋食品工業のふりかけ「のりたま」のテレビCMで売れる。
1979年3月、前年亡くなった9代目桂文治の盟友である8代目林家正蔵（後の林家彦六）の推薦で10代目桂文治を襲名。桂派宗家となる。1996年、芸術選奨文部大臣賞受賞。1999年9月、4代目桂米丸の後任で落語芸術協会会長就任。正調の江戸弁を大切にしていた噺家であった。
得意ネタは、「掛取り」「源平盛衰記」「親子酒」「お血脈」「長短」「蛙茶番」「義眼」「鼻ほしい」「火焔太鼓」「道具屋」「替り目」「ラブレター」「あわて者」「猫と金魚（田河水泡・作）」「二十四孝」などであり、5代目柳家小さんと並んで滑稽噺のスペシャリストであった。芸風は極めて自由闊達で、晩年に至るまで客席を爆笑の渦に誘ったが、その芸の根底には本人も認めるように戦前の爆笑王の一人であった初代柳家権太楼の影響があるといえる（「猫と金魚」「あわて者」は権太楼譲りのネタ）。
2002年11月勲四等旭日小綬章受章。
2004年1月、急性白血病に倒れ、同月18日に入院。その後、東京都新宿区の東京女子医科大学病院に転院したが容態が悪化し、芸協会長の任期満了日であった1月31日、急性白血病による腎不全のため死去した。80歳没。翌日付で昇格が内定していた副会長の桂歌丸が後任の会長に就任した。辞世の句は「道連れの扇よ筆よさようなら」。
戒名は「文翁院話玄達道居士」。墓所は東京都港区南青山の玉窓寺。

## 一門弟子
- 桂伸乃介
- 二代目柳家蝠丸
- 三代目桂伸治
- 三代目桂小文治
- 十一代目桂文治
- 桂右團治 - 芸協初の女性真打
- 桂快治 - 文治死後伸治門下へ
- 桂前助 - 立川談志門下から移籍、文治死後蝠丸門下へ

## 画家として
- 財団法人書壇院　院友・南画部審査員
- 回瀾書道会　参与

## 出演

### 映画
- 春だ!ドリフだ!全員集合!!（松竹大船）
- 男はつらいよ 柴又慕情（松竹）

### テレビ
- 日本全国ひる休み（フジテレビ） - 3代目三遊亭圓歌と共にゲームコーナーのキャプテン（文治は紅組、圓歌は白組）を務める。

## エピソード

結三柏は、桂文治一門の定紋である。

- 航空兵志望だったが、父が初代蝠丸だというのが知られていたのか、「はなし家はオトスから」という理由で断られた[1]。
- 高座に上がる際、聴衆の拍手を遮りながら「どうぞお構いなく」と言うのが決まり文句であり、これにより聴衆を一度に自分の世界に引き込むという効果があった。
- 9代目文治の弟子筋ではないが、父の初代蝠丸が作った「大蔵次官」を9代目が得意ネタにしていたという縁がある。
- 十八番の一つである「あわて者」（＝「堀の内」）の主人公をかなりリアルに演じられたのは本人自身がかなりの慌て者だったからという説もある。
- 時間に非常にルーズな面があり、落語芸術協会会長時代、常に周囲の者を冷や冷やさせていた。後任会長・桂歌丸（もちろん後輩）に著書で批判されているほか、他の後輩落語家たちからも半ばネタとして扱われている。ラジオ番組の出番をすっぽかしたこともあり、通りすがりの運転手にそのことを指摘されたこともある[3]。
- 出囃子が同じ「武蔵名物」だった2代目古今亭圓菊（落語協会）とは折り合いが悪く、ホール落語で同席するとトラブルになることも多かった[注釈 3]。
- 弟子入りすると、四年間は内弟子として自宅で寝泊りさせていた。
- 趣味は絵画のほか木彫りやカメラなどがあり、宮本幹也や玉川一郎、三國一朗宅の表札を彫ったこともある[3]。宮本からは、その多才ぶりが芸の大成を阻害しやしないかと心配されたこともある[4]。
- 江戸言葉に厳しかったことで有名で、例えば「『こたけむかいはら』（小竹向原）というのは間違っている、江戸言葉では『向こう』というのが正しいから、正確には『こたけむこうはら』なんだ」といったり、また「やじうま（野次馬）」ではなく「やじんま」、「何を言やがるんでえ」ではなく「何をいやんでぇ」、また江戸の職人は「やかましいやい」ではなく「うるせいやい」、商人は「ありがとうございました」では縁が切れるから「ありがとうございます」や「ありがとう存じます」というのが正しいんだ、という持論があった。ただし、若い頃はそういうこだわりは無く、どこかで感銘を受けてこだわるようになったのではないか、と弟子などからは指摘されている。また普段から落語家らしく色紋付きのない着物姿で歌舞伎を愛した。
- 晩年、寄席への行き来に使っていた西武新宿線の女子高校生たちの間で「ラッキーおじいさん」と呼ばれ、「ラッキーおじいさん」に会えればその日一日が幸せになる、と噂されるようになった。
- 亡くなる数週間前に浅草演芸ホールの楽屋で顔面蒼白になって横になっていた文治を見て、前座時代の神田京子がお茶か水のどちらが欲しいのか尋ねたところ、文治は「京子ちゃんのおっぱい」と笑いながら答えたが、京子自身はこの時のやり取りをセクハラだとは思っておらず、文治との良き思い出の一つとして留めている[5]。
- 2024年は十代目文治生誕百年ということで、記念企画が複数行われた。
  - 1月13日、深川江戸資料館で直弟子による「十代目桂文治師匠生誕百年記念落語会」を開催（主催：オフィスマツバ）。
  - 1月20日、NHKラジオ真打ち競演「思い出の名師匠」を放送。出演は柳家蝠丸（2代目）と桂伸治（3代目）。
  - 令和六年度笑点暦（笑点チャリティーカレンダー、日本テレビサービス）で5・6月に橘左近[6]による寄席文字と生前の色紙を組み合わせて（協力：桂伸治）「生誕壱百年」を寿ぐページを制作。
  - 池袋演芸場5月上席昼の部、新宿末廣亭6月中席昼の部で「十代目桂文治生誕百年祭」を開催（トリ：桂文治(11代目))[7]。
  - 芸協らくごまつり（2024年5月26日、芸能花伝舎）で「十代目桂文治生誕100年記念トーク」（主催：落語芸術協会）。

## 著書
- 『十代文治 噺家のかたち』著：桂文治、編：太田博（うなぎ書房、2001年12月）ISBN 9784901174091